# 伦贝尔图夫区
伦贝尔图夫区（波蘭語：Rembertów，波蘭語發音：[rɛmˈbɛrtuf]）是波蘭首都華沙的行政區之一。在1939年至1957年之間，伦贝尔图夫區曾經是一個獨立的城鎮。倫貝托夫區面積19.3平方公里，2004年有人口21,893人。

## 外部連結
- Jewish Community in Rembertów on Virtual Shtetl

 维基共享资源上的相關多媒體資源：伦贝尔图夫区